# Хема Малини
Хема Малини (родена на 16 октомври 1948 г. ) е индийска актриса, режисьор, продуцент и политик. Основно известна с работата си във филми на хинди, тя е участвала както в комични, така и в драматични роли и е една от най-популярните и успешни актриси на всички времена в Боливуд.
Малини прави своя актьорски дебют през 1963 г. с тамилския филм Idhu Sathiyam. За първи път участва в главна роля в Sapno Ka Saudagar (1968) и продължава да участва в множество филми на хинди, често партнирайки си с Дхармендра, за когото се омъжва през 1980 г. Печели наградата Filmfare за най-добра актриса за двойната си роля в комедията Seeta Aur Geeta (1972) и е номинирана още десет пъти преди Baghban (2003). През 2000 г. Малини печели наградата за цялостно творчество на Filmfare, а през 2019 г. – специалната награда на Filmfare за 50 години изключителен принос към киното.
Малини е удостоена с Падма Шри през 2000 г., четвъртото най-високо гражданско отличие, присъдено от правителството на Индия. През 2012 г. университетът Sir Padampat Singhania присъжда почетна докторска степен на Малини като признание за нейния принос към индийското кино. Малини е била председател на Националната корпорация за филмово развитие.